# Giancarlo Ibargüen
Giancarlo Ibargüen Segovia (Guatemala, 15 de octubre de 1963-9 de marzo de 2016) fue un educador y empresario guatemalteco, rector de la Universidad Francisco Marroquín entre 2003 y 2013, Secretario General entre 1995 y 2003 y miembro del Comité de Fiduciarios desde 1992.  Fue fundador y presidente de The Antigua Forum.
Entre 2011 y 2013 Giancarlo Ibargüen fue Secretario General de la Junta Directiva de la Sociedad Mont Pelerin. De 2008 a 2012 fue miembro de la Junta Directiva de la Philadelphia Society. Fue miembro del consejo de Liberty Fund en Indianápolis desde 2007. De 2005 a 2006 fue vicepresidente de la Association of Private Enterprise Education y su presidente entre 2006 y 2007. En 1991, fue uno de los fundadores de la Asociación por el Poder Local (APOLO). Fue presidente y miembro del consejo directivo del Centro de Estudios Económicos Sociales (CEES) desde 1990.
Contribuyó a la liberalización de las telecomunicaciones y a la libre negociación de divisas en Guatemala. Reconoció oportunidades para las reformas en su país y creó marcos para la competencia real; en 1995 elaboró el documento base que conformaría el Título IV, Espectro radioeléctrico, de la Ley General de Telecomunicaciones de Guatemala.  Revolucionó la educación, promovió el aprendizaje colaborativo y el orden espontáneo en las aulas y fuera de ellas.

## Premios y reconocimientos
- En noviembre de 2009, el Acton Institute le concedió el Guardian of Freedom Award para reconocer su compromiso sobresaliente con la libertad, en noviembre de 2009.[9]
- En abril de 2010 recibió el Kent-Aronoff Service Award, por sus contribuciones a la Associacion of Private Economic Education.
- En enero de 2011, recibió el premio Juan de Mariana de parte del Instituto Juan de Mariana.[10]
- En abril de 2013, recibió un doctorado honoris causa del Hillsdale College en abril de 2013.[11]
- En agosto de 2013, el Banco Industrial le hizo un reconocimiento en el marco de su programa cívico.[12]
- En noviembre de 2013 recibió la Orden José Rolz Bennett, de la Municipalidad de Guatemala.
- En octubre de 2014 recibió el premio Manuel F. Ayau en el marco de la Conferencia Latinoamericana de Estudiantes por la Libertad, por su vida dedicada incansablemente a la causa de la libertad.Giancarlo Ibárgüen, una vida por la libertad</ref>
- En mayo de 2015 recibió un homenaje de parte de sus compañeros de la Texas A&M Universtity.
- En febrero de 2016, Giancarlo Ibargüen recibió el premio que lleva su nombre, de parte del Hispanic Center for Economic Research, en reconocimiento de aquellas personas que luchan por la libertad a lo largo de una vida ejemplar.Giancarlo Ibargüen recibió premio de HACER</ref>